# Foguete Le Prieur

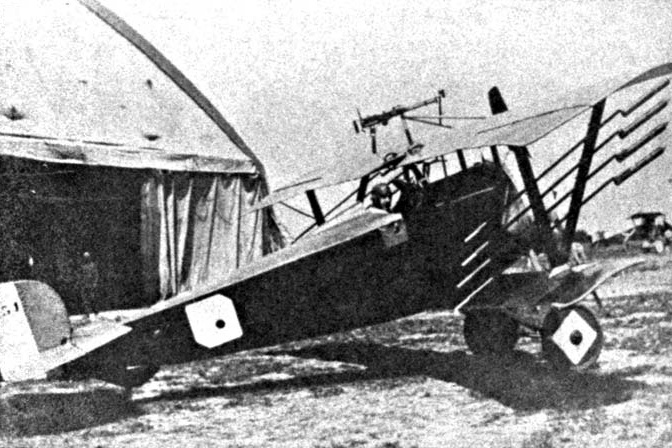
Um Nieuport 16
equipado com foguetes Le Prieur.

Os foguetes Le Prieur (em francês "Fusées Le Prieur") foram um tipo de foguete ar-ar incendiário usado na Primeira Guerra Mundial contra balões de observação e dirigíveis. Eles foram inventados pelo tenente francês Yves Le Prieur e foram usados pela primeira vez na Batalha de Verdun em abril de 1916. Devido à grande imprecisão, seu alcance foi limitado a cerca de 115 metros (126 jardas).

## Desenvolvimento
O foguete Le Prieur da marca "Ruggieri" fabricado pela "Société Étienne Lacroix Tous Artifices", era essencialmente um tubo de papelão preenchido com 200 gramas de pólvora negra com uma cabeça cônica de madeira envolta em papel tratado com dope aeronáutico ou fita de linho, e tinha uma lâmina de faca triangular inserida em uma ranhura em seu ápice formando uma ponta de lança. Uma vara de madeira de seção quadrada (geralmente de pinho) foi presa ao peixe com cerca de 3,0 metros (9,8 pés) estendendo-se para trás a partir da base do foguete e encaixada confortavelmente em um tubo de lançamento preso aos suportes interplanos da aeronave.
Como os principais oficiais militares franceses expressaram preocupações sobre o risco de incêndio para a aeronave atacante, Yves Le Prieur experimentou pela primeira vez sua arma ao encaixar uma em uma seção curta de uma asa de avião Voisin aparafusada em um automóvel Piccard Pictet (Pic-Pic) (um dos os poucos carros de época com capacidade genuína de 120 quilômetros por hora (75 mph)). Como os testes continuaram com pleno sucesso, a arma logo foi colocada em serviço ativo.
O primeiro disparo ar-solo dessa arma ocorreu em 29 de junho de 1916, quando um avião francês armado com oito foguetes encontrou um acampamento com um grande depósito de forragem alemão e o incendiou.

## Método de uso

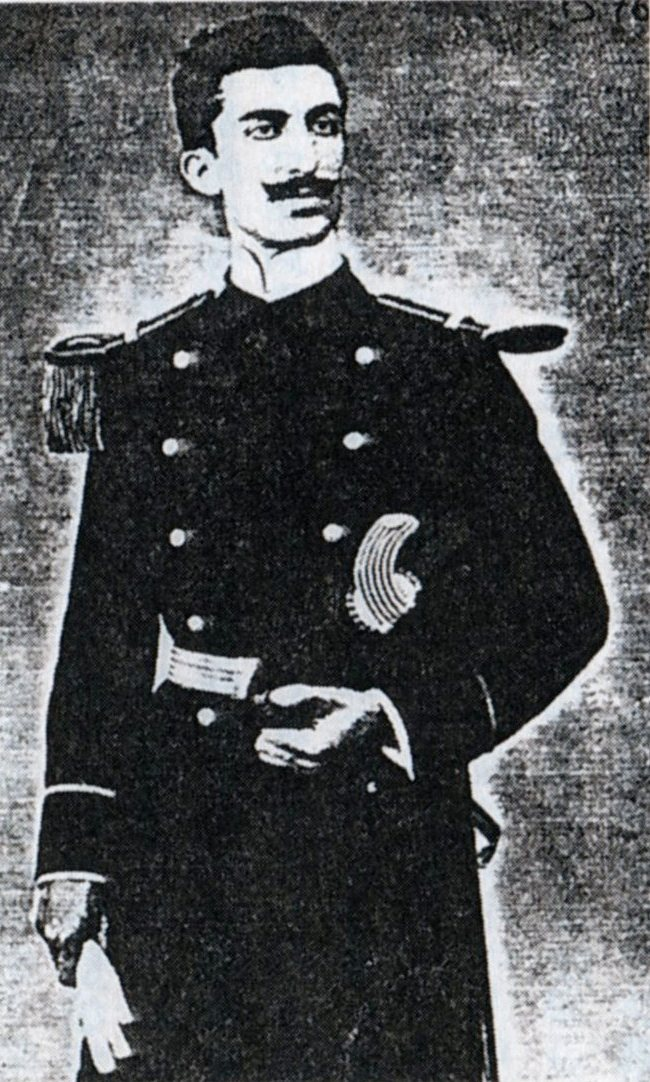
Yves Le Prieur.

Os foguetes eram disparados eletricamente dos suportes interplanos que sustentavam as asas dos biplanos por meio de um interruptor no cockpit. O interruptor lançava todos os foguetes consecutivamente. Os foguetes eram geralmente disparados a uma distância de 100 a 150 metros com a aeronave em um ângulo de mergulho inclinado de 45 graus. Quanto mais íngreme o mergulho, mais reta a trajetória e mais preciso o ataque. Os ataques foram feitos na direção do comprimento do balão e contra o vento, o piloto mirando através da mira existente no avião. No entanto, a ignição e descarga de cada foguete não ocorreu imediatamente e um atraso variou ligeiramente de um foguete para outro. Assim, o piloto teve que continuar a manter o alvo na mira e o mergulho continuou até o último foguete ser descarregado.
Ele derrubou com sucesso balões de observação, mas nunca conseguiu derrubar um Zeppelin, embora tenha sido usado para defender o Reino Unido dos ataques dos Zeppelins.
Entre os usuários dos foguetes estavam Reino Unido, França, Bélgica e Alemanha. Depois que os aviões se tornaram equipados com munição traçante e incendiária que eram altamente eficazes contra aeróstatos cheios de hidrogênio, os foguetes foram gradualmente abandonados até 1918. As aeronaves que estavam armadas com os foguetes incluíam o BE2, BE12, Sopwith Baby, Sopwith Pup, Sopwith Camel, Nieuport 11, Nieuport 16, Nieuport 17, SPAD S.VII, SPAD S.XIII e o Farman HF.20/21. Eles geralmente estavam armados com oito foguetes, mas o B.E.12 tinha dez e o SPAD 7 tinha seis.